# Ескасена-дель-Кампо

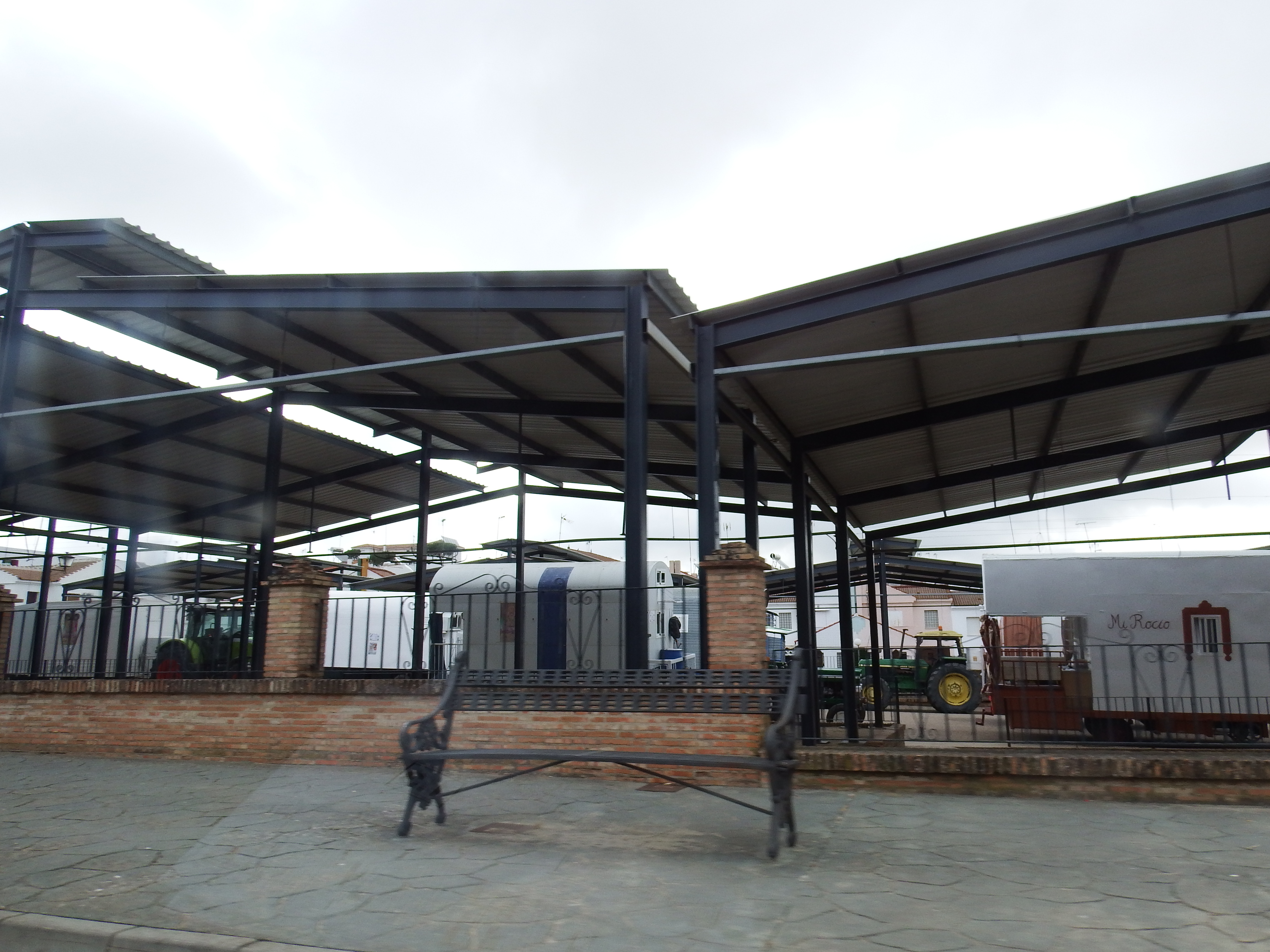

Ескасена-дель-Кампо (ісп. Escacena del Campo) — муніципалітет в Іспанії, у складі автономної спільноти Андалусія, у провінції Уельва. Населення — 1996 осіб (2010).
Муніципалітет розташований на відстані близько 410 км на південний захід від Мадрида, 55 км на схід від Уельви.
На території муніципалітету розташовані такі населені пункти: (дані про населення за 2010 рік)
- Альдеа-де-Техада: 9 осіб
- Ескасена-дель-Кампо: 1983 особи
- Естасьйон-Феррокарріль: 4 особи

## Демографія
Динаміка населення (INE ):